# 趣味の園芸 京も一日陽だまり屋
『趣味の園芸 京も一日陽だまり屋』（しゅみのえんげい きょうもいちにちひだまりや）は、NHK Eテレ、NHK総合テレビの趣味番組である。教育テレビの長寿番組『趣味の園芸』の関連番組として2016年4月3日に「趣味の園芸グリーンスタイル～京も一日 陽だまり屋～」として放送を開始した。その後、2018年4月8日より、「趣味の園芸 京も一日陽だまり屋」に改名をして放送を開始した。
京都の園芸店「陽だまり屋」の代理店長の翔太と妖精コノハが、毎回植物をめぐってお話を繰り広げるという設定の、紙人形劇仕立てのミニ番組。

## あらすじ
京都の路地裏にある「陽だまり屋」は、町家を使った小さなこだわりの園芸店。ある日店主の祖母がふらりと旅に出たために、孫の翔太が店長として働くことになった。しかし、翔太は植物のことはあまり詳しくない。頭を抱える翔太の前に、花の精のコノハが現れる。翔太はコノハのアドバイスを受けながら、店を訪れる一癖も二癖もあるお客さんの様々な要望に応えながら、季節の植物を紹介していく。
番組は「陽だまり屋」を訪れる客に対して翔太とコノハが客にさまざまな花卉や観葉植物を薦めるという形式を取って、その植物の由来や特色、育て方や手入れの方法を紹介するというフォーマットで進行する。

## 登場人物
陽田 翔太（声 - 土佐和成）
陽だまり屋の代理店長。京都の大学に入学を機に、京都市内で園芸店「陽だまり屋」を営む祖母の家で暮らし始め、大学卒業後も数学の計算式を解く日々を送りながらそこに居候していた。しかし、祖母が突然海外へ旅に出たため、なし崩し的に陽だまり屋を任される。大学で数学を習っていたため、数学は得意だが植物のことはからきしで、コノハに頼りっきりである。調子に乗りやすい。
コノハ（声 - 西村直子）　
安倍晴明が間違って生んだ謎の花の妖精で、植物に詳しい。年齢は少なくとも1000歳以上。安倍晴明の言葉「花と緑に生かされた人の暮らし」を守ることを使命にしている。応仁の乱や大政奉還など、様々な京都の歴史の中で生きてきた。
陽田 まり
翔太の祖母。陽だまり屋の店長、名物オーナー。京都市内で園芸店「陽だまり屋」を営んでいた。しかし、ある日突然、置き手紙を残し、海外へ旅に出た。

### 字幕放送
陽田 翔太の台詞は黄色、コノハの台詞は水色、その他のキャラクターの台詞は白色で表示される。

## 出演
ヨーロッパ企画が声の出演、人形のデザインと操作、脚本、撮影など、紙人形劇の全編に携わっている。

### 出演者
石田剛太・角田貴志・諏訪雅・永野宗典・西垣匡基・山口淳太ほか

### 脚本
石田剛太・諏訪雅・永野宗典・西垣匡基

### 演出
諏訪雅・永野宗典・黒木正浩・柴田有麿

### 撮影・編集
山口淳太・柴田有麿・鍋島雅郎・角田行平

### キャラクターデザイン
角田貴志

### 声の出演
土佐和成・西村直子・石田剛太・酒井善史・本多力ほかヨーロッパ企画メンバー

## 放送
(この節の出典)
※放送日時はいずれも日本標準時（JST）
- 2016年度（2016年04月03日） - 
  - NHKEテレ 毎週日曜 08時25分 - 08時30分

## エピソード

### 各話リスト(趣味の園芸グリーンスタイル～京も一日 陽だまり屋～)
| 話数 | タイトル                          | 初放送日(JST)  |
| ---- | --------------------------------- | -------------- |
|      | ただいま開店準備中                | 2016年04月03日 |
| 1    | おやすみなさい ガザニア           | 2016年04月10日 |
| 2    | しあわせですか？ クローバー       | 2016年04月17日 |
| 3    | おばあちゃんの ミヤコワスレ       | 2016年04月24日 |
| 4    | お母さん ありがとう               | 2016年05月01日 |
| 5    | 花束をもらったら                  | 2016年05月08日 |
| 6    | 誕生日の花束                      | 2016年05月15日 |
| 7    | 自分へのプレゼント                | 2016年05月22日 |
| 8    | 長ーいおつきあい ミニバラ         | 2016年05月29日 |
| 9    | 多肉植物をサカナにちょいと一杯    | 2016年06月05日 |
| 10   | 器とコラボレーション              | 2016年06月12日 |
| 11   | トゲトゲな客                      | 2016年06月19日 |
| 12   | ベストショットを公開              | 2016年06月26日 |
| 13   | モネのスイレン                    | 2016年07月03日 |
|      | 陽田家の夏休み                    | 2016年07月09日 |
| 14   | あなたを捕まえたい 食虫植物       | 2016年07月10日 |
| 15   | パピルスってどんな植物            | 2016年07月17日 |
| 16   | 大きな夏 アメリカフヨウ           | 2016年07月24日 |
| 17   | おばけの葉 モンステラ             | 2016年07月31日 |
| 18   | 空気で育つの？ エアプランツ       | 2016年08月07日 |
| 19   | あなたに合わせます オリヅルラン   | 2016年08月21日 |
| 20   | 夏の甘い恋 ホヤ                   | 2016年08月28日 |
| 21   | 芸術の秋 花を絵のように           | 2016年09月04日 |
| 22   | お月見の秋 ススキの楽しみ         | 2016年09月11日 |
| 23   | 花を飾って 読書の秋               | 2016年09月18日 |
| 24   | 風そよぐ さわやかな秋             | 2016年09月25日 |
| 25   | 勝者の証 オリーブ                 | 2016年10月02日 |
| 26   | 故郷の花でおもてなし              | 2016年10月09日 |
| 27   | 高地の花 コスモス                 | 2016年10月16日 |
| 28   | あの星こそ サザンクロス！         | 2016年10月23日 |
| 29   | 落ち葉の便り                      | 2016年11月06日 |
| 30   | どんぐりを育てよう                | 2016年11月13日 |
| 31   | まつぼっくりの飾り                | 2016年11月20日 |
| 32   | 小枝で飾るドライフラワー          | 2016年11月27日 |
| 33   | 手作りアレンジメントでパーティー  | 2016年12月04日 |
| 34   | お酒に華を添えて                  | 2016年12月11日 |
| 35   | あなたのために一輪のバラ          | 2016年12月18日 |
| 36   | お正月の飾り花                    | 2016年12月25日 |
| 37   | 花ぞ昔の 香ににほひける           | 2017年01月01日 |
| 38   | 新しい年に 福寿草（フクジュソウ） | 2017年01月08日 |
| 39   | たわわに 千両（センリョウ）       | 2017年01月15日 |
| 40   | 家康ゆかりの 万年青（オモト）     | 2017年01月22日 |
| 41   | 椿（ツバキ）で 諸国めぐり         | 2017年01月29日 |
| 42   | 寒さに強いエアプランツ            | 2017年02月05日 |
| 43   | 冬にきれいなアンスリウム          | 2017年02月12日 |
| 44   | ずぼらなあなたにペペロミア        | 2017年02月19日 |
| 45   | 鹿の角？ビカクシダ                | 2017年02月26日 |
| 46   | 春の香り ニオイスミレ             | 2017年03月05日 |
| 47   | 少女の花 マーガレット             | 2017年03月12日 |
| 48   | 春の門出に ラナンキュラス         | 2017年03月19日 |
| 49   | 小花のコンテナで花畑              | 2017年03月26日 |
| 50   | 妖精の帽子 スノーフレーク         | 2017年04月02日 |
| 51   | 香りの春 ジャスミン               | 2017年04月09日 |
| 52   | 親子でこねこね たねダンゴ         | 2017年04月16日 |
| 53   | 今日のスープは チャイブの香り     | 2017年04月23日 |
| 54   | 野菜と育てるナスタチウム          | 2017年04月30日 |
|      | お母さん ありがとう               | 2017年05月09日 |
|      | 花束をもらったら                  | 2017年05月12日 |
| 55   | 母の日 アジサイ                   | 2017年05月14日 |
| 56   | バラって難しい？                  | 2017年05月21日 |
| 57   | 毎日 ニチニチソウ                 | 2017年05月28日 |
| 58   | 梅雨の星 ティアレラ               | 2017年06月04日 |
| 59   | テッセン 鉄線？                   | 2017年06月11日 |
| 60   | カラジウムで雨宿り                | 2017年06月18日 |
| 61   | 雨のすべり台 グズマニア           | 2017年06月25日 |
| 62   | バジルでたっぷりパスタ            | 2017年07月02日 |
| 63   | 香りのブーケ センテッドゼラニウム | 2017年07月09日 |
|      | 花の心は 和菓子に通ず             | 2017年07月15日 |
| 64   | レモングラスでティータイム        | 2017年07月16日 |
| 65   | 砂漠のバラ アデニウム             | 2017年07月30日 |
| 66   | 眠る石 コノフィツム               | 2017年08月06日 |
| 67   | 美人！美人？ パキフィツム         | 2017年08月20日 |
| 68   | 赤ちゃんサボテン                  | 2017年08月27日 |
| 69   | 癒やしのバスルーム                | 2017年09月03日 |
| 70   | 玄関は植物でお出迎え              | 2017年09月10日 |
| 71   | ロマンチックな洗面所              | 2017年09月17日 |
| 72   | お月見は花を添えて                | 2017年10月01日 |
| 73   | 実りの秋 VS 花の秋？              | 2017年10月08日 |
| 74   | 秋のバランス？                    | 2017年10月15日 |
| 75   | ころりん卵の一輪ざし              | 2017年10月22日 |
| 76   | 菊にも色々ありまして              | 2017年11月05日 |
| 77   | 手のひらにモミジを？              | 2017年11月12日 |
| 78   | 鉢にたわわ！レモンです            | 2017年11月19日 |
| 79   | まつぼっくりの飾り                | 2017年11月26日 |
| 80   | 葉っぱの銀世界                    | 2017年12月03日 |
| 81   | 豚にシクラメン？                  | 2017年12月10日 |
| 82   | 真珠に輝くイブなのだ              | 2017年12月17日 |
| 83   | ツワブキの雅（みやび）クリスマス  | 2017年12月24日 |
| 84   | ハッピー・ニュー・葉ボタン        | 2018年01月07日 |
| 85   | 始まりは華やかにプリムラ          | 2018年01月14日 |
| 86   | ビンの中はシダの庭                | 2018年01月21日 |
| 87   | 英国風なエリカ！                  | 2018年01月28日 |
| 88   | 雪のしずく スノードロップ         | 2018年02月04日 |
| 89   | 受験にクリスマスローズ            | 2018年02月11日 |
| 90   | ミツマタはあれもこれも            | 2018年02月18日 |
| 91   | 忘れた頃にクロッカス              | 2018年02月25日 |
| 92   | にょきっ！トクサの花畑            | 2018年03月04日 |
| 93   | 花＋写真＝フォトフラワー          | 2018年03月11日 |
| 94   | 水面に花を咲かせましょう          | 2018年03月18日 |
| SP   | サクラぞ春の錦なりける            | 2018年03月25日 |
| 95   | ふわふわ帽子のラベンダー          | 2018年04月01日 |

### 各話リスト(趣味の園芸 京も一日陽だまり屋)
(この節の出典)
| 話数 | タイトル                                     | 初放送日(JST)  |
| ---- | -------------------------------------------- | -------------- |
| 1    | 泳げ！金魚草                                 | 2018年04月08日 |
| 2    | 帰ってきたセントポーリア                     | 2018年04月15日 |
| 3    | キャッツテールだ にゃん！                    | 2018年04月22日 |
| 4    | クラッスラの未来都市                         | 2018年05月06日 |
| 5    | 元祖多肉！アロエです                         | 2018年05月13日 |
| 6    | のしのし恐竜ガステリア                       | 2018年05月20日 |
| 7    | みどりの饅頭（まんじゅう）プセウドリトス     | 2018年05月27日 |
| 8    | 天使？悪魔？ニゲラです                       | 2018年06月03日 |
| 9    | 長～くアルストロメリア                       | 2018年06月10日 |
| 10   | マロウで夜明けのティーを                     | 2018年06月17日 |
| 11   | コルジリネでアロハ～                         | 2018年07月01日 |
| 12   | ネオレゲリアの赤い池                         | 2018年07月08日 |
| 13   | 増える○○ ディスキディア                      | 2018年07月15日 |
| 14   | の～んびり 蘇鉄（そてつ）                    | 2018年07月22日 |
| 15   | 黒いぞ苦いぞ カシス！                        | 2018年08月05日 |
| 16   | パイナップルのなるところ                     | 2018年08月19日 |
| 17   | 今何時？パッションフルーツ                   | 2018年08月26日 |
| 18   | ゲージュツは鶏頭だ！                         | 2018年09月02日 |
| 19   | ナデシコは七変化                             | 2018年09月09日 |
| 20   | ワレモコウ揺れて…秋                          | 2018年09月16日 |
| 21   | 秋のメルヘン リンドウ                        | 2018年09月23日 |
| 22   | 女と男とベゴニアと                           | 2018年10月07日 |
| 23   | プレクトランサス 妖しき紫                    | 2018年10月14日 |
| 24   | ビデンス あふれる元気色                      | 2018年10月21日 |
| 25   | 紅の弁慶！カランコエ                         | 2018年10月28日 |
| 26   | ヤマゴボウは秋の景？                         | 2018年11月04日 |
| 27   | 蟹（カニ）盛り！シャコバサボテン             | 2018年11月11日 |
| 28   | パンジーが見ているぜ                         | 2018年11月18日 |
| 29   | オーロラに輝け！セダム                       | 2018年12月02日 |
| 30   | ひねってるねアルブカ                         | 2018年12月09日 |
| 31   | 竜！竜！竜！ユーフォルビア                   | 2018年12月16日 |
| 32   | チタノプシス 天女は舞う                      | 2018年12月23日 |
| 33   | 酸っぱくて○！キンカン                        | 2019年01月06日 |
| 34   | 暦の上ではカレンデュラ                       | 2019年01月13日 |
| 35   | 黄金のツバキ 金花茶                          | 2019年01月20日 |
| 36   | 女神ってる？月桂樹                           | 2019年01月27日 |
| 37   | 花の豆だよ！福は内                           | 2019年02月03日 |
| 38   | 鏡でダブルの花畑                             | 2019年02月17日 |
| 39   | 花はグラスのふちで愛（め）でる               | 2019年02月24日 |
| 40   | 気持ち何色？初恋草                           | 2019年03月03日 |
| 41   | カンガルーポー もふもふ～                    | 2019年03月10日 |
| 42   | お堅いですな バンクシア                      | 2019年03月17日 |
| 43   | ユーカリ 軽やかハート！                      | 2019年03月24日 |
| 44   | 春なのね アネモネ                            | 2019年04月07日 |
| 45   | 巾着草 アート浮遊する                        | 2019年04月14日 |
| 46   | 天まで昇れ ルピナス                          | 2019年04月21日 |
| 47   | ブルーデージーの五月晴れ                     | 2019年05月05日 |
| 48   | 金だ銀だモッコウバラだ                       | 2019年05月12日 |
| 49   | 糸巻き巻き～オダマキ                         | 2019年05月19日 |
| 50   | 花嫁にスズランを                             | 2019年05月26日 |
| 51   | 天空の？アンスリウム                         | 2019年06月02日 |
| 52   | トラデスカンチア 雨は紫                      | 2019年06月09日 |
| 53   | アリの巣玉 あります。                        | 2019年06月16日 |
| 54   | 骨のあるやつ エピフィラム                    | 2019年06月23日 |
| 55   | 金の孔雀（くじゃく） マリーゴールド          | 2019年07月07日 |
| 56   | ユーフォルビア 真夏に霜ふる                  | 2019年07月14日 |
| 57   | エメラルド！紺照鞍馬苔（こんてりくらまごけ） | 2019年07月21日 |
| 58   | ピンクのUFO！エキナセア                      | 2019年08月04日 |
| 59   | オシロイバナは午後4時に咲く                  | 2019年08月18日 |
| 60   | 蝶（ちょう）よ花よ ブッドレアよ              | 2019年08月25日 |
| 61   | そ～なのか！崑崙花（こんろんか）             | 2019年09月01日 |
| 62   | ポキ！花に割り箸を                           | 2019年10月06日 |
| 63   | 壁に花咲くこともある                         | 2019年10月13日 |
| 64   | ほっこり即席 秋の大地                        | 2019年10月20日 |
| 65   | 恋も花も○△□！                                | 2019年10月27日 |
| 66   | あれこれあって兜（かぶと）です               | 2019年11月03日 |
| 67   | 扇ぱたぱた～ ハオルチア                      | 2019年11月10日 |
| 68   | モンソニア 月にかりんとう                    | 2019年11月17日 |
| 69   | マスデバリア 三角つ～ん！                    | 2019年12月01日 |
| 70   | 色・よりどり ポインセチア                    | 2019年12月08日 |
| 71   | オンシジウム 淑女は踊る                      | 2019年12月15日 |
| 72   | 寒さつのれば柚子（ゆず）！                   | 2019年12月22日 |
| 73   | ひねってからのオキザリス                     | 2020年01月05日 |
| 74   | ラッパじゃないよ ラケナリア                  | 2020年01月12日 |
| 75   | マッソニアは2枚だけ                          | 2020年01月19日 |
| 76   | 色を合わせてネメシア                         | 2020年01月26日 |
| 77   | ローズマリーは思い出す                       | 2020年02月02日 |
| 78   | だれでもバコパ！                             | 2020年02月09日 |
| 79   | 春ですな ボケの紅                            | 2020年02月16日 |
| 80   | 見渡すかぎり雲間草                           | 2020年03月01日 |
| 81   | セルリア 頬染める花嫁                        | 2020年03月08日 |
| 82   | ヒメツルソバ ころころ金平糖                  | 2020年03月15日 |
| 83   | 魔女はエニシダにまたがって                   | 2020年03月22日 |
| 84   | 布団からシデコブシ？                         | 2020年04月05日 |
| 85   | 春にしてボロニアは香り                       | 2020年04月12日 |
| 86   | オキザリス 三角で紫で                        | 2020年04月19日 |
| 87   | ガーベラは目ぢから！                         | 2020年04月26日 |
| 88   | 濃いのがいいね エケベリア                    | 2020年05月03日 |
| 89   | 踊る蛇じゃ アボニア                          | 2020年05月10日 |
| 90   | バニーカクタス ぴょん！                      | 2020年05月17日 |
| 91   | 我々はフォッケアである                       | 2020年05月24日 |
| 92   | 満天のイソトマ                               | 2020年06月21日 |
| 93   | 踊り踊れば フクシア                          | 2020年06月28日 |
| 94   | ひゅ～花火！アガパンサス                     | 2020年08月02日 |
| 95   | 七変化だな ランタナ                          | 2020年08月09日 |
| 96   | カラー 気高き芋よ                            | 2020年08月16日 |
| 97   | クロトン 変な葉の木                          | 2020年08月23日 |
| 98   | もふもふ宝石 アメジストセージ                | 2020年08月30日 |
| 99   | 窓かずら 見える見える                        | 2020年09月06日 |
| 100  | ピンクの？ カラテア                          | 2020年09月13日 |
| 101  | てかてか英雄 ザミオクルカス                  | 2020年09月20日 |
| 102  | サンセベリアは丸くなる                       | 2020年09月27日 |
| 103  | 天高く キバナコスモス                        | 2020年10月04日 |
| 104  | 赤葉千日紅 ワインに白玉                      | 2020年10月11日 |
| 105  | クランベリーの熟すまで                       | 2020年10月18日 |
| 106  | コキアって何だ!                              | 2020年11月01日 |
| 107  | サフランは紫からの?                          | 2020年11月08日 |
| 108  | 燃えよライオン レオノチス                    | 2020年11月15日 |
| 109  | フランネルフラワーの冬支度                   | 2020年11月22日 |
| 110  | ダイヤモンドだね ネリネ                      | 2020年12月06日 |
| 111  | 初雪かずら・冬景色                           | 2020年12月13日 |
| 112  | 蕾(つぼみ)も実もある スキミア                | 2020年12月20日 |
| 113  | 福福っす ロホセレウス                        | 2021年01月10日 |
| 114  | セネシオ 天使は涙もろくて                    | 2021年01月17日 |
| 115  | 黒キ鬼ノ城 オトンナ                          | 2021年01月24日 |
| 116  | アガベ ペンキの雪だぞ                        | 2021年01月31日 |
| 117  | 春待てば かすみ草                            | 2021年02月07日 |
| 118  | コルクの気まぐれ筏(いかだ)                   | 2021年02月14日 |
| 119  | シュロの葉360°花!                            | 2021年02月21日 |
| 120  | 立て!美少年 ヒアシンス                       | 2021年03月07日 |
| 121  | 花かんざし わっ軽〜                          | 2021年03月14日 |
| 122  | 雲南桜草 春はメルヘン                        | 2021年03月21日 |
| 123  | もふもふモダン 常盤忍(ときわしのぶ)          | 2021年03月28日 |